# Karl Egon Ebert
Karl Egon rytíř Ebert, psán též Carl Egon Leopold Ebert, (5. června 1801 Praha-Malá Strana — 24. října 1882 Smíchov u Prahy) byl německy píšící básník, prozaik, dramatik, veřejný činitel a novinář z Čech.

## Život
Pocházel z pražské německé rodiny fürstenberského knížecího úředníka a advokáta JUDr. Xaveria Michaela Eberta (1768–1829), původem z Jihlavy, a jeho ženy Josefy Hürschmannové z Prahy. Rodina byla známa vřelými sympatiemi k vlasti: teritoriálním vlastenectvím.
Po absolutoriu německého gymnázia v Praze vystudoval práva na univerzitě ve Vídni. Po rigorózních zkouškách roku 1825 nastoupil na zámku v Donaueschingenu jako knihovník svého kmotra, knížete Egona z Fürstenbergu. Dále cestoval po Německu (zalíbilo se mu v Drážďanech a v Karlsruhe) a po Švýcarsku.
Od roku 1832 zakotvil v Praze. Živil se jako úředník, a to vrchní správce administrativy knížecích fürstenberských statků v Čechách a dvorní rada. Dále byl veřejným činitelem a publicistou. Zasloužil se o zrušení roboty roku 1848 i o zavedení první železnice do Čech (Buštěhradská dráha). Za své zásluhy roku 1872 obdržel Řád železné koruny a byl povýšen do rytířského stavu. Zůstal svobodný a bezdětný.

## Literární dílo
Ve svých dílech se zasazoval o mírumilovné soužití Čechů a Němců v Čechách, byl zastáncem tzv. bohemismu, blízkým přítelem Františka Palackého a dalších českých obrozenců. Svými dramaty se snažil zprostředkovat česká témata německému obecenstvu. Epos Wlasta, „česká národní hrdinská báseň“, měl v německojazyčném prostředí značný ohlas a byl jedním z nejznámějších pražských literárních děl první poloviny 19. století. Roku 1848 Ebert podepsal prohlášení 60 spisovatelů o zrovnoprávnění české a německé národnosti. V pozdním prozaickém díle o továrníku a jeho dělnících projevil vysokou míru sociálního cítění.

### Básně
- Wlasta: Böhmisch - nationales Heldengedicht in drey Büchern (1825/28)[4]

### Próza
- Eine Magyarenfrau (1865)
- Der Fabriksherr und seine Arbeiter(1866)

### Hry
- Bretislaw und Jutta (1828)
- Tschestmir (Czestmir) (1835)
- Der Frauen Lieb und Hass (1862)
- Ein Gelübde (1862)

### Operní libreta
- Lidwinna (1836), pro Josefa Dessauera
- Der Schild (1845), pro Leopolda Eugena Měchuru

## Vyobrazení
Ebert se projevoval jako rozmařilý estét, rád a mnohokrát se dával portrétovat, jak v malbě, tak grafiky a fotografy.
- Portrét celé postavy od Josefa Navrátila v ilustracích eposu Vlasta, freska na zámku Liběchov
- Grafický portrét jako litografii vydal Carl Wilhelm Medau, Litoměřice, 1843–1847
- Portrétní polopostava, olejomalba, Engelbert Seibertz, (1843), Národní muzeum Praha
- Portrétní poprsí, olejomalba na plátně, Antonín Machek, Praha
- Portrétní poprsí, olejomalba na plátně, Jan Adolf Brandejs, Praha
- Grafický portrét, litografie, Bedřich Wachsmann , Praha 1844